# PD-L1
PD-L1은 암세포의 표면이나 조혈세포에 있는 단백질이다. CD274, B7-H1라고도 부른다.
암세포의 표면에 있는 단백질인 PD-L1, PD-L2가 T세포의 표면에 있는 단백질인 PD-1과 결합하면, T세포는 암세포를 공격하지 못한다. 면역항암제는 T세포의 PD-1 수용체에 달라붙어 암세포의 회피 기능을 억제한다. MSD의 키트루다와 옵디보가 작용하는 원리다.

## 바이오마커
2017년에 개정된 NCCN guideline에 따르면 폐암의 조직학적 분류에서 PD-L1 expression이 positive(50%이상)이고 EGFR, ALK, ROS1이 negative인 경우 Pembrolizumab(PD-1 inhibitor)을 1차 치료 약제로 쓰도록 권장하고 있다. (Category 1 : high-level evidence)

## 같이 보기
- 세포표면항원무리
- 면역관용